# 이붕배 신예 최고위전
이붕배 신예 최고위전은 (주)삼원과 이붕장학회가 후원하고 한국기원이 주최ㆍ주관하는 바둑 대회이다. 대회명에 들어간 '이붕(利鵬)'은 2004년에 별세한 김영성 선생의 아호로, 1988년부터 2006년까지 이붕배 전국어린이바둑대회를 개최하는 등 어린이 바둑 보급에 각별한 애정을 쏟았다.

## 대회 방식
- 원년대회는 2017년 이후 입단한 기사가 주축을 이루며, 64강전을 밎추기 위해 2016년 입단자 중에서 나이 적은 순을 6명을 포함시켰다.
- 매 라운드 3판 2선승제.
- 5기에서는 각자 5분에 착수시 30초를 추가하는 피셔방식으로 진행한다.

## 대국 규정
- 각자 5분 착수시 30초 추가 피셔방식 (5기부터 적용)
- 모든 대국은 3판 2선승제로 진행

## 대회 상금
- 우승상금은 1000만원, 준우승상금은 500만원이다.

## 역대 우승자
| 회수 | 연도 | 우승        | 전적 | 준우승               |
| ---- | ---- | ----------- | ---- | -------------------- |
| 1    | 2020 | 문유빈 三단 | 2-0  | 문민종 三단          |
| 2    | 2021 | 김범서 初단 | 1-0  | 현유빈 四단          |
| 3    | 2022 | 한우진 四단 | 1-0  | 허영락 三단          |
| 4    | 2023 | 문민종 六단 | 1-0  | 김기언 初단          |
| 5    | 2024 | 김승진 四단 | 2-0  | 강재우 初단          |
| 6    | 2025 | 김다빈 三단 | 2-1  | 나카무라 스미레 四단 |